# Lekunberri
Lekunberri en basque ou Lecumberri en espagnol, est une municipalité située dans la Communauté forale de Navarre, à 30 km de la capitale provinciale, Pampelune. Elle est située dans la zone bascophone de la province où la langue basque est coofficielle avec l'espagnol. Le secrétaire de mairie est aussi celui de Goñi.
Situé entre Pampelune et Saint-Sébastien, sur la route nationale N-130, a été traditionnellement un lieu de passage entre les montagnes, au centre de la vallée de Larraun et le massif d'Aralar.

## Étymologie
Le toponyme Lekunberri vient de leku (basque pour « lieu », du latin « locus ») et berri (basque pour « neuf »). La présence du n est selon André Martinet un fossile linguistique, témoin que le mot berri était mberri [ᵐberri] par le passé.
La ville a aussi été connue par son nom castillanisé Lecumberri, aujourd'hui désuète. Elle possède un homonyme, Lekunberri/Lecumberry, située dans la province basque de Basse-Navarre en France.

## Division linguistique
En 2011, 56,5 % de la population de Lekunberri ayant 16 ans et plus avait le basque comme langue maternelle. La population totale située dans la zone bascophone en 2018, comprenant 64 municipalités dont Lekunberri, était bilingue à 60,8 %, à cela s'ajoute 10,7 % de bilingues réceptifs.

### Droit
En accord avec la loi forale 18/1986 du 15 décembre sur le basque, la Navarre est linguistiquement divisée en trois zones. Cette municipalité fait partie de la zone bascophone où l'utilisation du basque y est majoritaire. Le basque et le castillan sont utilisés dans d'administration publique, les médias, les manifestations culturelles et en éducation cependant l'usage du basque y est courant et encouragé le plus souvent.

## Tourisme et patrimoine

### Tourisme
Le village obtient en 2021 le label Meilleurs villages touristiques de l'Organisation mondiale du tourisme.

### Patrimoine civil
Depuis cette localité, on accède à la montagne d'Aralar, où se trouvent un trésor artistique et culturel qui est une grotte mégalithique ainsi que le sanctuaire de San Miguel, bijou de l'art roman.

## Personnalités
- Les membres du groupe de rock alternatif basque Berri Txarrak (mauvaises nouvelles).
- Lydia Balenciaga Erro (eu) (1968-) : journaliste et présentatrice du journal télévisé ; elle travaille aux informations du matin sur Antena 3 (3e chaine espagnole).
- Ángel Urrutia Iturbe (es) (1933-1994) : poète et promoteur culturel.
- Zacarías Astiz Juanmartiñena (1852-1943) : avocat, propriétaire et politique ; fut l'un des fondateurs du Diario de Navarra (es).
- Marcelino Aguinaga y Echecon (?-1906) : prêtre, professeur d'université de latin et rhétorique.
- Vicente Pablo Astiz Azpíroz (1805-1892) : homme politique ; fut élu député de Pampelune en 1852.
- Mariano Larumbe Arraras (1815-1882) : militaire carliste.

### Sources
- (es) Cet article est partiellement ou en totalité issu de l’article de Wikipédia en espagnol intitulé « Lecumberri » (voir la liste des auteurs).